# Japanse geelschildboktor
De Japanse geelschildboktor (Monochamus alternatus) is een keversoort uit de familie van de boktorren (Cerambycidae). De wetenschappelijke naam van de soort werd voor het eerst geldig gepubliceerd in 1843 door Hope.